# Коянды (Абайский район)
Коянды (каз. Қоянды) — село в Абайском районе Карагандинской области Казахстана. Входит в состав Дзержинского сельского округа. Код КАТО — 353237300.

## Население
В 1999 году население села составляло 319 человек (163 мужчины и 156 женщин). По данным переписи 2009 года, в селе проживали 252 человека (125 мужчин и 127 женщин).